# 霧島市立隼人中学校
霧島市立隼人中学校（きりしましりつ はやとちゅうがっこう）は、鹿児島県霧島市隼人町真孝にある市立中学校である。

## 校区
- 宮内小学校校区 全域
- 富隈小学校校区 全域
- 小野小学校校区 全域
- 小浜小学校校区 全域
- 天降川小学校区 新川地域のみ

## 概要
- 市町村合併で霧島市が誕生する以前は、隼人町立隼人中学校であった。
- 生徒数は2004年（平成16年）から2006年（平成18年）にかけては、720人-730人台で推移していて、現在(令和4年度)は3年生が6学級で約240人、1・2年生が7学級で1年生は265人、2年生は275人である。

## 卒業後の進路
- 主に大学などへの進学を希望する生徒達は、「旧隼人町は、県の公立高校の入試学区では姶良東学区になっており、学区の境目になるため」、「姶良・伊佐学区の加治木高校も学区内受験で受験出来るため」、「普通科の加治木高校か国分高校と選択する事が出来るため」などの理由から、周辺の中学校に通う生徒よりも進路選択の幅は広い。ちなみに隣接する旧国分市の国分中、舞鶴中、国分南中などは、隼人駅から列車で3分 - 4分ぐらいしか離れていない国分高校最寄駅の国分駅から、加治木高校の最寄駅の加治木駅まで約10 - 15分で通学できるが、旧国分市は姶良東学区になっているため、加治木高校は普通科しかなく、加治木高校を一般入試で受けるには学区外受験（10%枠）になる。したがって学区内受験よりも難関になる。その後、学区再編により姶良東学区は姶良・伊佐学区と統合されて消滅したため、加治木高校を受験するハンデは回避された。
- 国立鹿児島工業専門学校がすぐ横にあることでも知られている。
- 県公立では上位の鶴丸高校や甲南高校への入学生もまれにいる。